# جاكوب شو
جاكوب شو (بالإنجليزية: Jacob Shaw)‏ هو عازف تشيلو بريطاني، ولد في 1988 في لندن في المملكة المتحدة.

## وصلات خارجية
- الموقع الرسمي